# Mitra stictica
Mitra strictica
Espèce
Mitra strictica est une espèce de mollusques gastéropodes appartenant à la famille des Mitridae. Cette espèce est commune.

## Habitat et répartition
Ces gastéropodes vivent dans l'océan Indien et l'ouest du Pacifique dans les sédiments coralliens et sous les blocs de corail mort.

## Description
Leur coquille mesure entre 30 et 87 mm de longueur, en moyenne 6 cm.
Elle a un profil en gradin et est ornée de taches roses.